# 다카노촌 (효고현)
다카노촌(多加野村)은 효고현 가사이군에 설치되었던 촌이다. 현재의 가사이시 북동부에 해당한다.